# Zapadnjačka filozofija
Zapadnjačka filozofija je filozofska tradicija koja se razvijala u okvirima Zapadnog svijeta.
Pojam Zapadnjačka filozofija možese promatrati kao zapadni ekvivalent pojmu "Istočnjačka filozofija"
Kronološki se može podijeliti na:
1. Predsokratovsku filozofiju
2. Antičku filozofiju
3. Srednjovjekovnu filozofiju
4. Renesansnu filozofiju
5. Filozofiju 17. stoljeća
6. Filozofiju prosvjetiteljstva
7. Suvremenu filozofiju